# Потокота, Викентий Сенси
Викентий Сенси Потокота (индон. Vincentius Sensi Potokota, 11 июля 1951, Индонезия — 19 ноября 2023) — католический прелат, первый епископ Маумере с 14 декабря 2005 по 14 апреля 2007 год, архиепископ Энде с 14 апреля 2007 по 19 ноября 2023 года.

## Биография
11 мая 1980 года Викентий Сенси Потокота был рукоположён в священника.
14 декабря 2005 года Римский папа Бенедикт XVI назначил Викентия Сенси Потокоту епископом Маумере. 23 апреля 2006 года состоялось рукоположение Викентия Сенси Потокоты в епископа, которое совершил архиепископ Джакарты кардинал Юлий Рияди Дармаатмаджа в сослужении с епископом Веетебулы Герульфусом Херубимом Парейрой и епископом Панкалпинанга Гилариусом Моа Нураком.
14 апреля 2007 года Викентий Сенси Потокота был назначен архиепископом Энде.